# Crisse
Pour les articles ayant des titres homophones, voir Criss, Chris et Kriss.
Crisse de son vrai nom Didier Chrispeels, né le 26 février 1958 à Bruxelles (province de Brabant), est un auteur de bande dessinée belge.

## Biographie
Didier Chrispeels naît le 26 février 1958 à Bruxelles. Après ses études secondaires, Crisse commence par faire du dessin sur toile à Lyon à dix-huit ans. Sa vocation est ailleurs, il rencontre Michel Deligne en 1978 et publie ses premiers travaux dans Curiosity Magazine. Puis, il commence une carrière dans la bande dessinée avec Ocean's King pour le magazine Spirou en 1979 et Nahomi, une princesse japonaise sur un scénario de Bom pour Tintin en 1980. En 1986, il lance la série historique Les Ombres du passé — pour laquelle il change de style — sur un scénario de Natacha pour les éditions Armonia. Il poursuit cette série avec un deuxième tome intitulé : Ungern Kahn qu'il réalise seul et publié aux éditions Vents d'Ouest en 1988.
Il s'installe en France et se lance dans l'heroic fantasy en créant, en 1990, en collaboration avec Jacky Goupil, la série L'Épée de Cristal, parue aux éditions Vents d'Ouest. Cette série est un succès commercial et devient culte selon Gilles Ratier,.
À partir de 1997, il est ensuite recruté par les Éditions Soleil, pour lesquelles il dessine plusieurs séries, notamment Kookaburra et Atalante. Il participe également comme scénariste aux séries Les Ailes du Phaéton (dessins de Serge Fino), Private Ghost (dessins de Serge Carrère) et Petit d'homme (dessins de Marc N'Guessan). Il réalise aussi un épisode du comics Tellos. 
De 2021 à 2022, il écrit le scénario du diptyque Le Pré derrière l'église pour Christian Paty. Ce récit est un polar comique se déroulant en Irlande. Il délivre un message humaniste.
Crisse est un auteur prolifique,.
Selon Patrick Gaumer, dans le Dictionnaire mondial de la BD « Crisse a su se positionner dans ce domaine pourtant difficile et concurrentiel qu'est la bande dessinée fantastique. ».

## Œuvres publiées

### Bande dessinée
- Les Ombres du passé  / L'Ombre des damnés :

1. Crimée 1920 (dessin), avec Natacha (scénario), Armonia, 1986  (ISBN 2-87169-005-7).
2. Ungern Kahn, Vents d'Ouest, coll. « Armonia », 1988  (ISBN 2-86967-082-6).

- Ocean's King, Armonia, 1987  (ISBN 2-87169-007-3).
- Call Boy, Armonia, 1988  (ISBN 978-2-87169-008-5).
- Special Stages, Mazda Rally Team Belgique, 1990 (8 planches).
- L'Épée de Cristal[20] (dessin), avec Jacky Goupil (scénario), Vents d’Ouest :

1. Le Parfum des Grinches, 1989  (ISBN 2-86967-099-0).
2. Le Regard de Wenlok, 1990  (ISBN 2-86967-124-5).
3. La Main de la mangrove, 1991  (ISBN 2-86967-134-2).
4. Le Cri du Grouse, 1992  (ISBN 2-86967-198-9).
5. Le Goût de Sulfur, 1994  (ISBN 2-86967-292-6).

- Cosmos Milady (dessin), avec Jean-Claude De la Royère (scénario), P & T Productions, 1993  (ISBN 2-87265-016-4).

- Couverture de Tomb Raider no 17, Top Cow, 2004.

- Kookaburra Databook, dessin, avec Sylvain Runberg (textes), 2006  (ISBN 2-84946-459-7).

- Thalulaa (scénario) avec Ood Serrière (dessin), Soleil :

1. Manta Oro, 2010  (ISBN 978-2-302-01265-3).
2. Alizées temporelles, 2013  (ISBN 978-2-302-03052-7).

- Clochette au pays des merveilles (scénario), avec Pena (dessin), Le Lombard ; 2014  (ISBN 978-2-8036-3464-4).

### Illustration d’ouvrages
- Couverture et 20 illustrations dans Jules Verne[71], Claude Lefrancq éditeur, 1992.
- Anne Robin, Le Monde entier dans un roseau, Pipou, 1994.
- Didier Lemaire, L'Indien qui montra le chemin, Les Enfants terribles, 1997  (ISBN 2-912034-01-9).
- Jactance, Les Secrétaires, Soleil, coll. « Blue Moon », 2008  (ISBN 978-2-302-00104-6).
- Amandine Marshall, Les Contes de Thot, Édition La Châtaigne Bleu, 2019, 122 p. (ISBN 978-2-9569090-0-2, présentation en ligne).

### Recueils d’illustrations et artbooks
- Erotic Fantasy, Soleil, 1996  (ISBN 2-87764-487-1). Réédité sous le titre Fantaisie érotique en 2000.
- Érotiques, BFB Éditions, 2003  (ISBN 2-9518199-8-6).
- Utopia : L’Univers de Crisse, Soleil, coll. « Art Cover », 2003  (ISBN 2-84565-424-3).
- Axiomes, Clair de lune, 2003  (ISBN 2-913714-54-4).
- Sketchbook Crisse, Comix Buro, 2 vol., 2007  (ISBN 2-916518-05-3) et 2009  (ISBN 978-2-916518-21-3).
- Or et Flammes (avec Frédéric Besson), Soleil, coll. « Art Cover », 2008  (ISBN 978-2-302-00049-0).
- Characters Designers (avec Frédéric Besson), Soleil, coll. « Blue Moon », 2010  (ISBN 978-2-302-01425-1).
- Les Dieux du Nil (avec Frédéric Besson), Le Lombard, coll. « Huginn & Muninn », 2012  (ISBN 9782803630394).
- Celluloids, Soleil, 2012  (ISBN 978-2-302-02448-9).
- (en) Travels, Trinquétte Publishing, 2013  (ISBN 978-1-934623-14-5).
- Carnet d’auteur, Snorgleux Éditions, 2013  (ISBN 978-2-360-14044-2).
- Carnet de dédicaces, Snorgleux, 2016  (ISBN 978-2-360-14047-3).

## Prix
- 2004 :  prix jeunesse 9-12 ans du festival d'Angoulême pour Luuna, t. 2 (avec Nicolas Keramidas)[72] ;
- 2013 :  prix de l'enseignement 41 pour le Jeune Public pour Kalimbo, avec Fred Besson [73] ;
- 2015 :  prix Fantasy du festival de la BD d'Ajaccio pour Atalante, l'Odyssée[74].

#### Livres
: document utilisé comme source pour la rédaction de cet article.
- Henri Filippini, Dictionnaire de la bande dessinée, Paris, Bordas, 1989, 731 p., ill. (ISBN 2-04-018455-4, OCLC 1244909550, BNF 35065653, présentation en ligne), p. 365, 605.
- Jean-Louis Lechat, Un demi-siècle d’aventures t. 2 : 1970 - 1996, Bruxelles, Le Lombard, 5 décembre 1996, 224 p., ill. ; 31 cm (ISBN 280361233X, OCLC 37995939, BNF 37539082, présentation en ligne), p. 81, 85, 95. .
- Jean Pirotte (dir.) et Luc Courtois, Du régional à l'universel. : L'imaginaire wallon dans la bande dessinée., Louvain-la-Neuve, Fondation wallonne Pierre-Marie et Jean-François Humblet, 1999, 310 p. (ISBN 978-2-9600072-3-7 et 2960007239, OCLC 1075833932), p. 213 lire sur Google Livres.
- Jacques Fiérain, « Crisse », dans La BD à Bruxelles et en Brabant, Charleroi, Éd. l'Âge d'or, avril 2003, 144 p., ill. ; 31 cm (ISBN 9782960119664 et 2960119665, OCLC 470388171, présentation en ligne), p. 23.
- Henri Filippini, « Épée de cristal (L') », dans Dictionnaire de la bande dessinée, Paris, Bordas, 2005, 912 p., ill. ; 27 cm (ISBN 9782047299708 et 2047299705, OCLC 1009545288, présentation en ligne), p. 220. .
- Patrick Gaumer, « Crisse », dans Dictionnaire mondial de la BD, Paris, Larousse, 2010, 953 p., ill. ; 27 cm (ISBN 978-2-0358-4331-9 et 2-0358-4331-6, OCLC 920924930, présentation en ligne), p. 213-214. .
- Philippe Mellot, Michel Denni, Laurent Turpin et Isabelle Morzadec, Trésors de la bande dessinée : BDM 2022-2023 - Catalogue encyclopédique et Argus, Paris, Les Arènes, novembre 2022, 23e éd., 1677 p., ill. ; 23 cm (ISBN 9791037507280, OCLC 1351462460, présentation en ligne), p. 39, 80, 100, 116, 243, 266, 305, 319, 330, 338, 396, 451, 455, 543, 564, 572, 702, 713, 754, 879, 893, 910, 918, 959, 963, 1008, 1015, 1021, 1129, 1232, 1239. .

### Périodiques
- Eddy Caron (avec l'aide de Pascal Roman et Olivier Maltret), « Bibliographie », DBD, no 9 (cahier no 2),‎ décembre 2000, p. 33-40.
- Crisse (interviewé par Pascal Roman), « Crisse, un dessinateur de parole », dBD, no 9 (cahier n°2),‎ décembre 2000, p. 3-32.
- Crisse (int. par Lise Benkemoun), « À corps et à Crisse », BoDoï, no 50,‎ mars 2002, p. 6-7.
- Damien Perez, « La Galerie des illustres », Spirou, Dupuis, no 3961,‎ 12 mars 2014 (ISSN 0771-8071).